# Amur (folyó)
Az Amur (oroszul: Амур, kínaiul: 黑龍江, Hejlung csiang (Heilong jiang)) Ázsia egyik legnagyobb folyója.  Kínában és Oroszországban folyik, kb. 1600 km-es szakaszon a folyó jelenti az országhatárt. Orosz neve végső soron a helyi tunguz nyelvekből ered. Kínai nevének jelentése: a Fekete Sárkány folyója.

## Földrajz
Az Amur a Silka és az Arguny folyók összefolyásával keletkezik. Hossza 2874 km, a Silka és az Onon folyókkal együtt 4444 km; vízgyűjtő területe: 1 843 000 km², közepes vízhozama a torkolatnál 11 000 m³/s.
A folyó Kínában a Hejlungcsiang tartomány, Oroszországban az Amuri terület és a Zsidó autonóm terület határán, valamint a Habarovszki határterületen folyik és a Tatár-szorosnál ömlik az Ohotszki-tengerbe.
Völgye három, nagyjából azonos hosszúságú részre osztható. Felső, 900 km-es szakaszán (Blagovescsenszk városig) hegyi folyó; magas, sziklás, erdőkkel borított partok között kanyarog, esése nagy. Középső, kb. 1000 km-es szakaszán (Habarovszk városig) többnyire sík, néhol mocsaras vidéken folyik, medre számtalan mellékágat képez; a Kis-Hingan hegyein áttörve, egy rövid szakaszon keskeny, festői völgyben kanyarog. Alsó szakaszán, az Usszuri vizének felvétele után válik igazán bővizű folyóvá. Innen végig széles völgyben, sok helyen mocsaras alföldön folyik és a Szahalin szigetének északi része közelében, az Amuri-öblön át éri el a Tatár-szorost az Ohotszki-tengeren.
Az Amur – különösen alsó szakaszán – bővizű folyó, de vízhozama nagyon ingadozó. Főleg a nyári monszunesők vizei táplálják, kevéssé csapadékos teleken az olvadékvizeknek csak másodlagos szerepük van. A tavaszinál jelentősebbek nyári áradásai, melyek július végén, augusztusi elején néha hatalmas árvizeket okoznak, különösen a folyó alsó szakaszán.
Jégmentes időszakban a folyó teljes hosszában hajózható. Télen befagy, a jeges időszak a torkolatnál kb. 100 napig tart.

## Mellékfolyók, erőművek
Az Amur a jobb oldali Arguny és a bal oldali Silka összefolyásával keletkezik.
- Az Arguny (Ergün) Kínában, a Nagy-Hingan nyugati lejtőin ered, felső folyásán neve Hajlar. Hossza 1620 km, nagyobbik szakasza országhatár.
- A Silka szintén két folyó, az Onon és az Ingoda összefolyásával keletkezik, hossza 560 km. Hosszabbik mellékfolyója, az Onon Mongólia északi részén, a Hentij-hegységben ered.

Az Amur legnagyobb bal oldali mellékfolyói (a felső szakasztól lefelé):
- Zeja – a Sztanovoj-hegylánc déli lejtőin ered, hossza 1242 km, Blagovescsenszknél ömlik az Amurba.
- Bureja – hossza 623 km, részben hajózható.
- Amguny – hossza 723 km, részben hajózható.

Legnagyobb jobb oldali mellékfolyói:
- Szungari – (Szunghua csiang (Songhua jiang)) – az Amur leghosszabb (1927 km), legnagyobb vízgyűjtő területű (532 000 km2) és legbővizűbb mellékfolyója (2 463 m3/s). Legnagyobb mellékága a Nonni (Nuncsiang).
- Usszuri – a Tengermelléki határterület déli részén, két kisebb folyó összefolyásával keletkezik, a nagyobbik folyóval együtt számított hossza 897 km. Leghosszabb része szintén országhatár. A legnagyobb hozamú mellékfolyó, teljes hosszában hajózható. Habarovszknál ömlik az Amurba.

### Vízerőművek

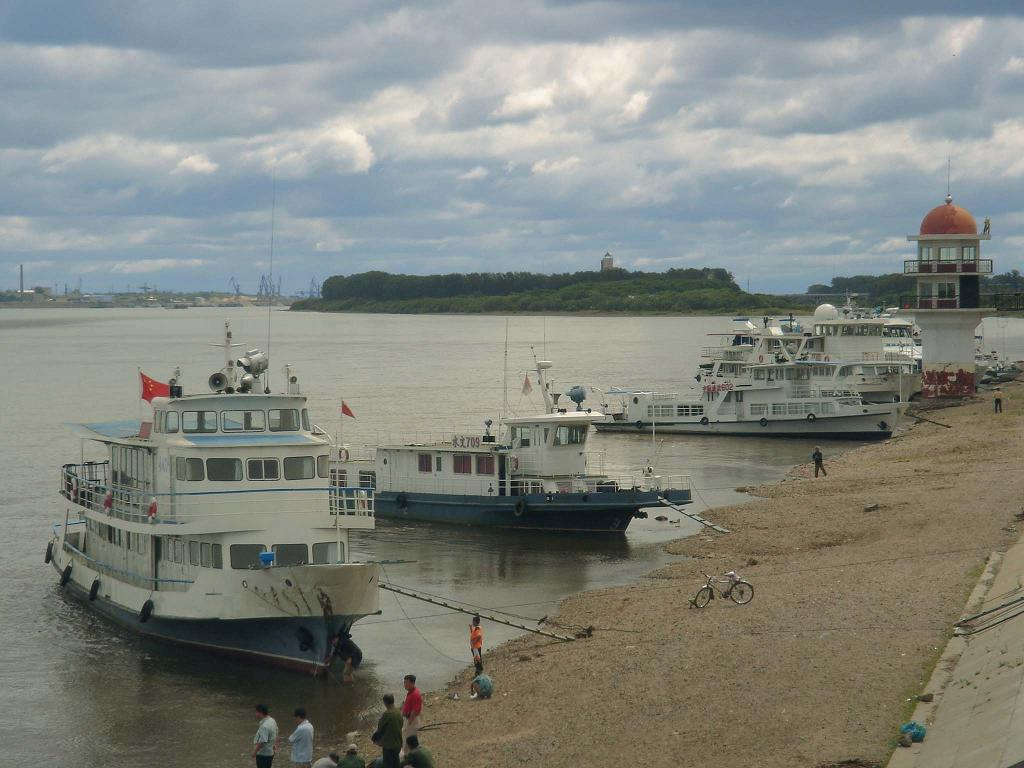
Az Amur a kínai partról nézve

A nagyobb mellékfolyók energiájának hasznosítására több helyen (például Arguny, Amguny, Szungari) duzzasztógátat és vízerőművet létesítettek. Köztük legnagyobb a Zejai-víztározó és -vízerőmű (Oroszország), melynek építése 20 évig tartott, 1985-ben fejeződött be. A víztározó területe 2419 km², víztároló képessége 68 km³, az erőmű teljesítménye 1300 MW. A folyón újabb erőmű építését tervezik.
A Bureján az első erőmű és víztározó építését 1978-ban kezdték el, később leállították, majd újrakezdték. Teljesen 2014-re készült el. Tervezett vízterület: 740 km², víztároló képesség: 21 km³, az erőmű teljesítménye 2000 MW lesz. A folyó alsó szakaszán újabb, kisebb erőmű készül, befejezése 2016-ban várható.

### Környezetszennyezés
2005 novemberében a Szungari mentén épült egyik vegyiművekben robbanás történt, és  mintegy 100 tonna mérgező anyag került a folyóba. A különösen mérgező, nagy mennyiségű benzol foltjai egy hónap alatt elérték az Amurt, de következményei nem voltak olyan katasztrofálisak, mint várták. A benzolt feltehetően a jég fogta fel, egy része azonban leülepedhetett a folyó fenekén.
Ez volt az eddigi legsúlyosabb ismert környezetszennyezés a folyó vízgyűjtő területén.

## Városok
Fontosabb városok (a felső szakasztól lefelé):
- Blagovescsenszk – Oroszország, jobb part
- Hejho (Heihe) – Kína, bal part (Blagovescsenszkkel szemben)
- Tungcsiang – a Szungari torkolatánál
- Habarovszk – a legnagyobb város a folyó mentén
- Amurszk
- Komszomolszk-na-Amure
- Nyikolajevszk-na-Amure – a torkolatnál

## Hídak
- Habarovszki híd